# Ломбах, Юрий Владимирович
Юрий Владимирович Ломбах (7 июня 1921, Петроград, РСФСР — 27 января 1999, Москва, Россия) — советский военачальник, командир 39-й гвардейской мотострелковой дивизии. Гвардии генерал-майор. Участник Великой Отечественной войны.

## Биография
Юрий Владимирович Ломбах родился 7 июня 1921 года в Петрограде. До войны окончил среднюю школу и Тамбовское авиационное училище Гражданского воздушного флота. Работал техником-геодезистом в Ленинградском институте «Гипролесхим».
Член ВКП(б) с 1944 года. В ряды РККА был призван Зиминским РВК Иркутской области и направлен на учёбу в Омское военно-пехотное училища имени М. В. Фрунзе. По окончании училища в 1942 году — на фронтах Великой Отечественной.
Во время войны командовал разведвзводом и разведротой. За невыполнение приказа по удержанию плацдарма на Днепре отправлен в дисциплинарную роту с лишением всех наград. Как искупивший кровью вернулся в строй. Далее был заместителем начальника штаба, исполняющим обязанности начальника штаба и начальником штаба 301-го гвардейского стрелкового полка 100-й гвардейской стрелковой дивизии. Воевал на Воронежском (1942—1943), Карельском (1944) и 3-м Украинском (1945) фронтах. Принимал участие в боях по освобождению Венгрии, Австрии и Чехословакии.
День победы встретил в Вене. Войну закончил в звании майора.
По окончании Великой Отечественной войны проходил службу в должности начальника штабе 100-й гвардейской воздушно-десантной дивизии, закончил Военную академию имени М. В. Фрунзе. С 1966 по 1967 год — командир 39-й гвардейской мотострелковой дивизии 8-й гвардейской армии в ГСВГ. С 1967 года проходит службу в штабе ГСВГ, затем — в Уральском военном округе в должности начальника оперативного отдела штаба округа. Преподаёт в Академии Генерального штаба ВС СССР, доцент кафедры стратегии и тактики.
Как начальник оперативного отдела штаба ГСВГ разрабатывал операцию по вводу войск в Чехословакию в 1968 году.
Смещён с должности и отправлен «в ссылку» начальником оперативного управления штаба Краснознамённого Туркестанского военного округа по пропаже секретной карты. С 1973 года на преподавательской работе.
После ухода в отставку вёл активную работу по военно-патриотическому воспитанию. Был заместителем председателя и председателем Совета ветеранов 100-й гвардейской дивизии ВДВ с 1991 года и до конца жизни. Являлся соавтором книги «Сотая Воздушно-десантная». В 1986 году создал военно-патриотический клуб «Лазурь» в городе Раменское.
Жил в Москве.
Юрий Владимирович Ломбах скончался 27 января 1999 года. Похоронен на Хованском кладбище.
Почётный гражданин города Олонец Республики Карелии и города Раменское Московской области.

## Награды
- Орден Отечественной войны II-й степени (18.08.1944)[3].
- Орден Красного Знамени (30.04.1945)[4].
- Орден Красной Звезды.
- Орден «За службу Родине в Вооружённых Силах СССР» III-й степени.
- Медаль «За победу над Германией в Великой Отечественной войне 1941—1945 гг.».
- Медаль «За боевые заслуги».
- Медаль «За взятие Вены».
- Медаль «За безупречную службу» I-й степени.
- Медаль «За безупречную службу» II-й степени.
- Медаль «За безупречную службу» III-й степени.
- Медаль «В ознаменование 100-летия со дня рождения Владимира Ильича Ленина».
- Медаль «Ветеран Вооружённых Сил СССР».
- Медаль Жукова.
- Медаль «За укрепление боевого содружества».
- Юбилейная медаль «Двадцать лет Победы в Великой Отечественной войне 1941—1945 гг.».
- Юбилейная медаль «30 лет Советской Армии и Флота».
- Юбилейная медаль «40 лет Вооружённых Сил СССР».
- Юбилейная медаль «50 лет Вооружённых Сил СССР».
- Юбилейная медаль «60 лет Вооружённых Сил СССР».
- Юбилейная медаль «70 лет Вооружённых Сил СССР».
- Медали СССР.
- Медали РФ.